# Ectatomma gracile
Ectatomma gracile är en myrart som beskrevs av Carlo Emery 1891. Ectatomma gracile ingår i släktet Ectatomma och familjen myror. Inga underarter finns listade i Catalogue of Life.